# Private banking
Private banking são  serviços bancários e financeiros destinados a clientes privados com grande volume de aplicações financeiras, detentores de grande patrimônio. Os serviços oferecidos a esses clientes são, entre outros:
- consultoria sobre investimentos
- consultoria em patrimônio e herança
- créditos para investimentos
- fundos de investimento
- operações estruturadas
- planejamento de impostos
- planejamento de aposentadoria
- seguro de vida
- swaps

Também se utiliza o termo private banking para designar a área dos bancos comerciais e de investimentos que atua na prestação de serviços de consultoria e gestão de patrimônio financeiro pessoal ou familiar, geralmente superior à USD 1 000 000.
No Brasil, segundo o Código ANBIMA de Regulação e Melhores Práticas para a Atividade de Private Banking no Mercado Doméstico, os bancos podem prestar atendimento private a investidores com recursos financeiros superiores a R$1 000 000  depositados na instituição financeira. O mesmo Código  define as atividades de prestação do serviço de private banking no mercado brasileiro e estabelece requisitos mínimos a serem atendidos pelas instituições participantes que atuam neste segmento. Segundo a ANBIMA, o Código favorece o estabelecimento de um ambiente de concorrência leal, com condições equitativas entre os prestadores de serviço de private banking no mercado doméstico. Por outro, os clientes desse serviço têm a garantia de que aquelas exigências mínimas, previstas no código, nortearão a conduta dos prestadores de serviço.
O Relatório ANBIMA de Private Banking apresenta as estatísticas consolidadas do setor, incluindo o total de ativos dos clientes do segmento, consolidado por tipo de ativo, região de domicílio e segmentação por grupo econômico, bem como posições de crédito concedido e número de profissionais de atendimento.